# موش، کاشاتاق
موش (به ارمنی: Մուշ ) یک منطقهٔ مسکونی در جمهوری آرتساخ است که در استان کاشاتاق واقع شده‌است.